# Katharina (England)

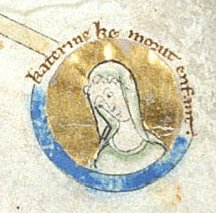
Katharina. Buchmalerei aus dem frühen 14. Jahrhundert

Katharina (* 25. November 1253 im Palace of Westminster; † 3. Mai 1257 in Windsor Castle) war eine englische Prinzessin aus dem Haus Plantagenet. Sie war die jüngste Tochter von König Heinrich III. und seiner Frau Eleonore von der Provence.
Das Kind war kränklich, doch ihr früher Tod wurde von ihren Eltern zutiefst betrauert. Sie ließen Katharina in einem prächtigen Begräbnis in der neu errichteten Westminster Abbey begraben und ein aufwändiges Grabmal für sie errichten. Aus dieser Stätte wurde der Leichnam vermutlich nach 1273 in ein neues Grab aus Purbeck-Marmor umgebettet, das später mindestens zweimal versetzt wurde. Auch die Gebeine ihrer jung gestorbenen Brüder Richard, John und Henry sowie die Gebeine von John, Henry, Alphonso, Berengaria und Joan, den jung gestorbenen Kindern ihres Bruders Eduard I., wurden in dem Grab beigesetzt.